# チアミナーゼ

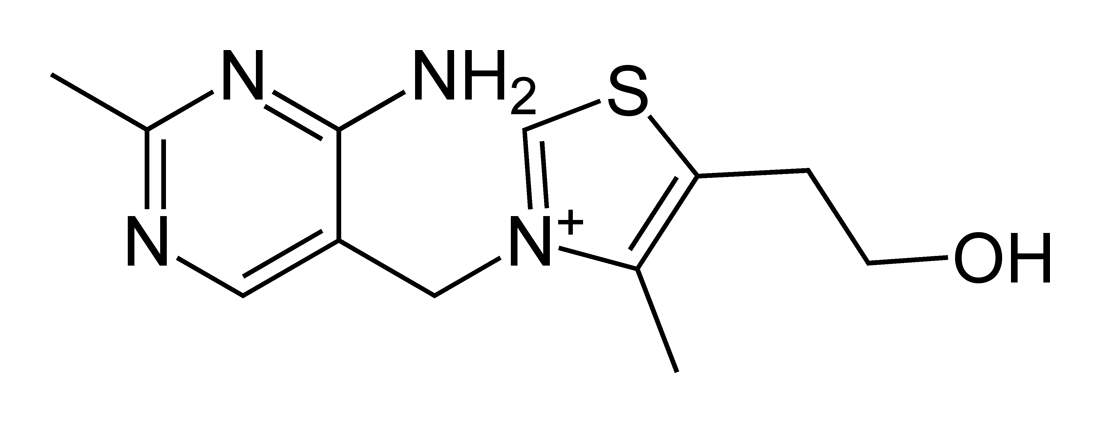
チアミン

チアミナーゼ(Thiaminase)は、チアミンを2つの分子に代謝する酵素である。かつてはアノイリナーゼ(Aneurinase)と言った。
次の2つの型がある。
- thiaminase I - MeSH・アメリカ国立医学図書館・生命科学用語シソーラス（英語） (EC 2.5.1.2)
- thiaminase II - MeSH・アメリカ国立医学図書館・生命科学用語シソーラス（英語） (EC 3.5.99.2)

## 源
チアミナーゼは、次のような源に含まれている。
- ワラビ、ぜんまい[3]、デンジソウ、スギナ[4]、ナルドー（英語版）[5][6]やその他の植物[7]、ワラビを十分に灰汁抜きしない場合にワラビ中毒を起こす。
- コイ、フナ[3]やキンギョ等の淡水魚[8]、ハマグリ[9]、加熱すればこのチアミナーゼは失活する[3]。
- Bacillus thiaminolyticus[10]、Bacillus aneurinolyticus[11]、Bacillus subtilis（枯草菌）[12]等の一部の菌株、また、アノイリナーゼ（=チアミナーゼ）を産生するアノイリナーゼ菌を腸内細菌として保有しているヒトも数パーセント存在しているといわれている。ただし、この菌を保菌していたとしても、脚気の自覚症状、他覚症状を呈することはほとんどない[13]。
- アフリカのカイコAnaphe venata[14]

## 効果
植物、魚、細菌、昆虫等に対する生理学的な意味は分かっていない。
1941年に、毛皮採取用の養殖のキツネにコイのような川魚の内臓を生で食べさせていたところ、ニューロパチーの発症（狐脚気）の原因になっていることが初めて報告された。
また、チアミナーゼの含まれた食品を食べることがウシの大脳皮質壊死症やヒツジの灰白脳軟化症の病因になるということも知られていた。
かつては、ヒラマサがある期間アンチョビのみを食べるため、養殖漁業で経済的な被害の原因となったこともあった。同じ問題は、自然界の食物連鎖システムの観点でも研究されている。
カイコAnaphe venataの幼虫はナイジェリアの熱帯雨林で重要なタンパク質源となっており、含まれる耐熱チアミナーゼが急性の小脳失調の原因となっている。
1860年から61年にかけて、バーク・ウィルズ探検隊はオーストラリアを南北に横断した最初のヨーロッパ人となったが、帰路の途中、彼らはチアミンの少ない食事の中、主に生のデンジソウを食糧にしており、脚気になって死亡した。
ネコが生のイカやカニを摂取するとチアミナーゼによりビタミンB1が破壊され、ビタミンB1欠乏症になることが分かっている。